# 元創方

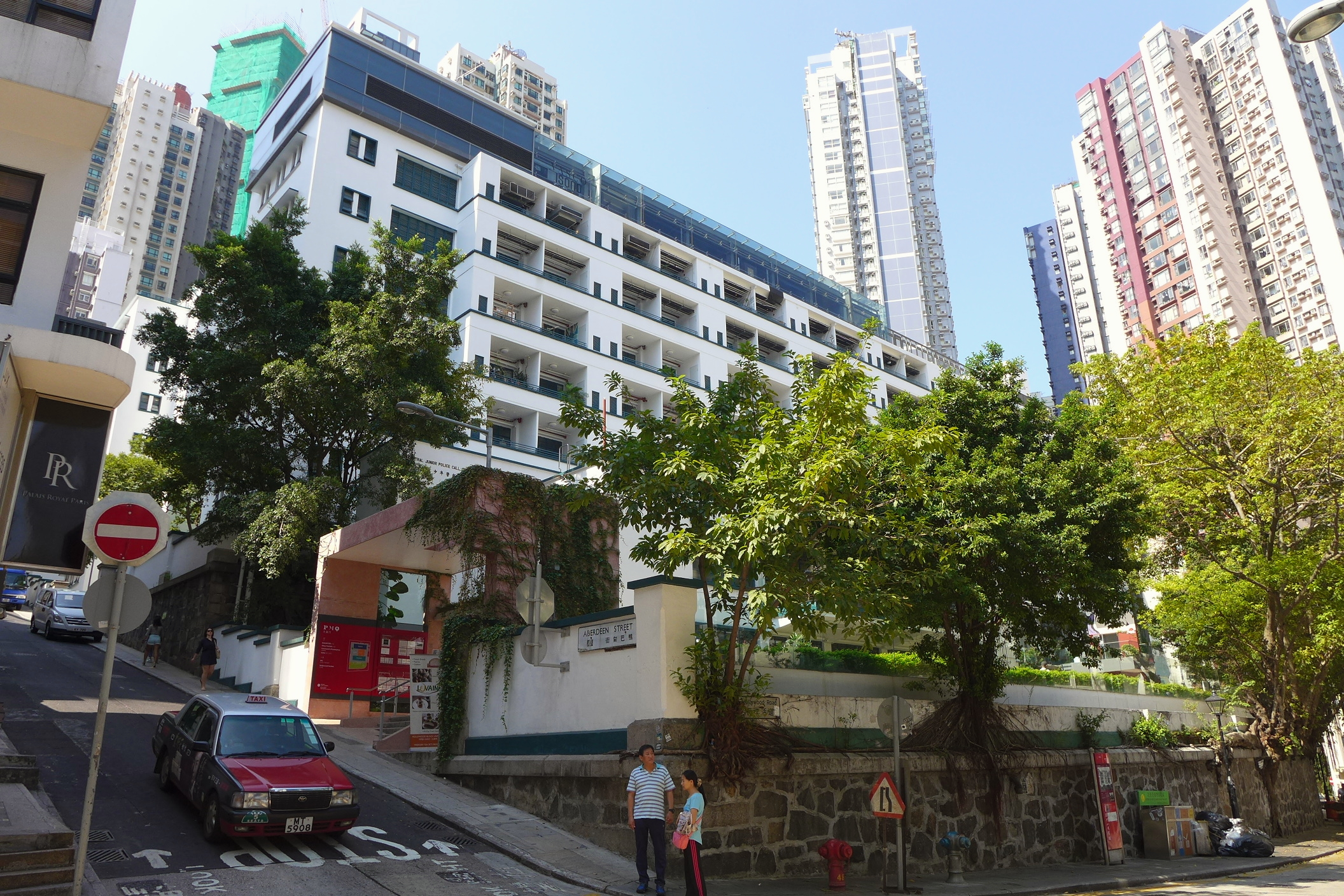
從荷李活道望 PMQ 元創方

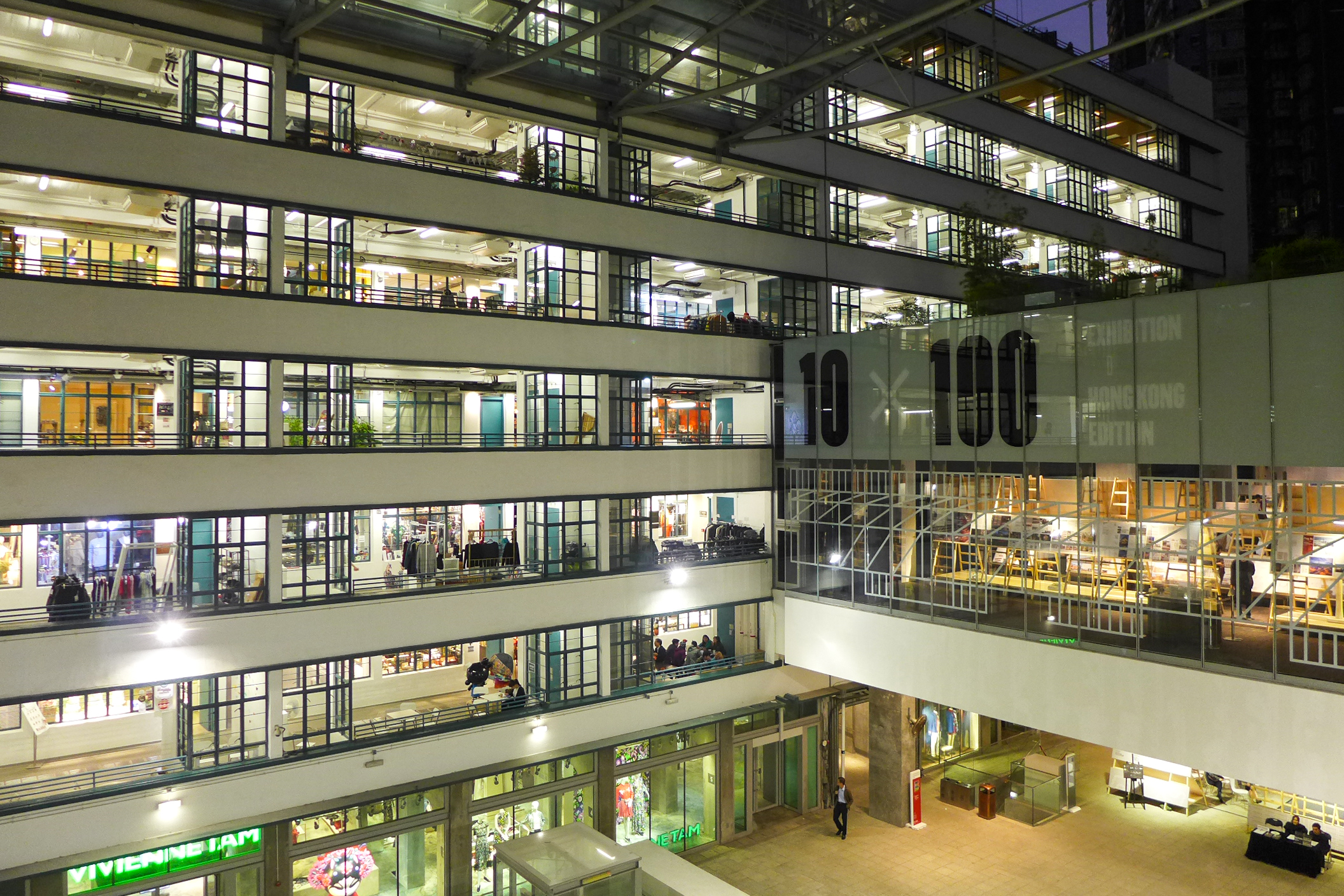
晚上的 PMQ 元創方

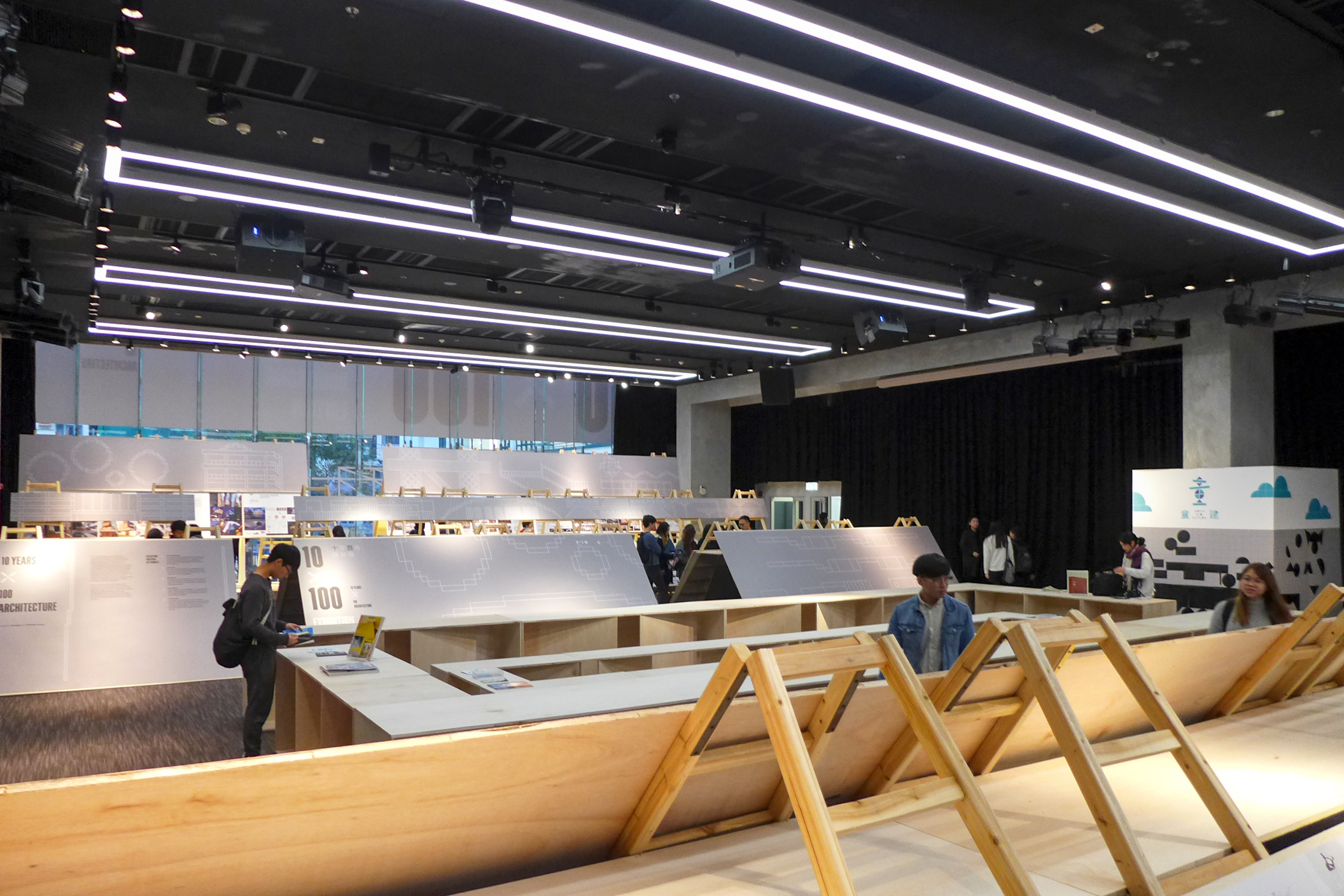
2樓多用途會堂 QUBE

PMQ 元創方（英語：PMQ，意為，即已婚警察宿舍），為香港的一個創意中心，位於香港島中環鴨巴甸街35號，總樓面面積達1.8萬平方米，設有5個門口。元創方的前身為於2010年11月10日被列為香港三級歷史建築的荷李活道已婚警察宿舍，經過活化後成為創意中心，於2014年4月14日起局部開放，於同年6月21日正式開幕。

## 歷史
原址最初為「中央書院」（現皇仁書院）的校舍，1948年清拆，1951年重建為荷李活道已婚警察宿舍。
2007年，政府將其納入《西營盤及上環分區計畫大綱圖》的住宅用地，並計畫拍賣，卻有民間團體提出反建議。其中中西區關注組認為，已婚警察宿舍承載重要歷史文化價值，並且向城市規劃委員會申請將用地改為公共休憩空間及政府、機構、社區用途。其後，香港行政長官曾蔭權透過《2009至2010年度香港行政長官施政報告》提出將該處與中環另外7處歷史建築，列為「保育中環」措施的項目。
發展局於2010年11月15日宣布，荷李活道前已婚警察宿舍項目將由同心教育文化慈善基金會有限公司，聯同香港理工大學、香港設計中心和職業訓練局轄下的香港知專設計學院，活化成名為「PMQ元創方」的標誌性創意中心。同心基金成立的元創方管理有限公司（PMQ Management Company Limited）將會負責管理元創方，於2014年4月起運作。元創方於2014年4月14日起局部開放，於同年6月21日在香港行政長官梁振英和發展局局長陳茂波等人主持下正式開幕。

## 建築

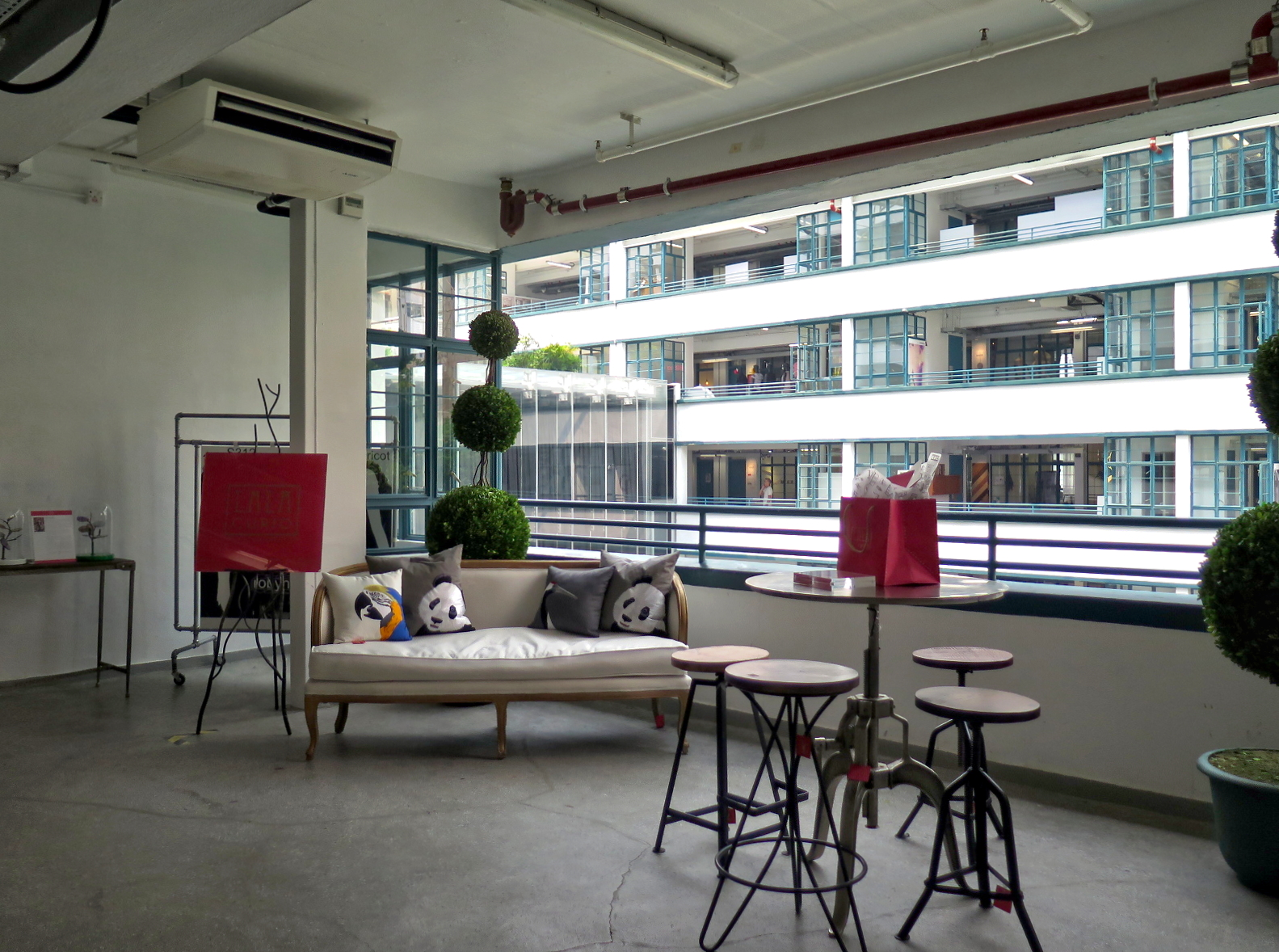
單位外的走廊，現用作展示商戶的藝術品及貨品，亦可作為閒座區

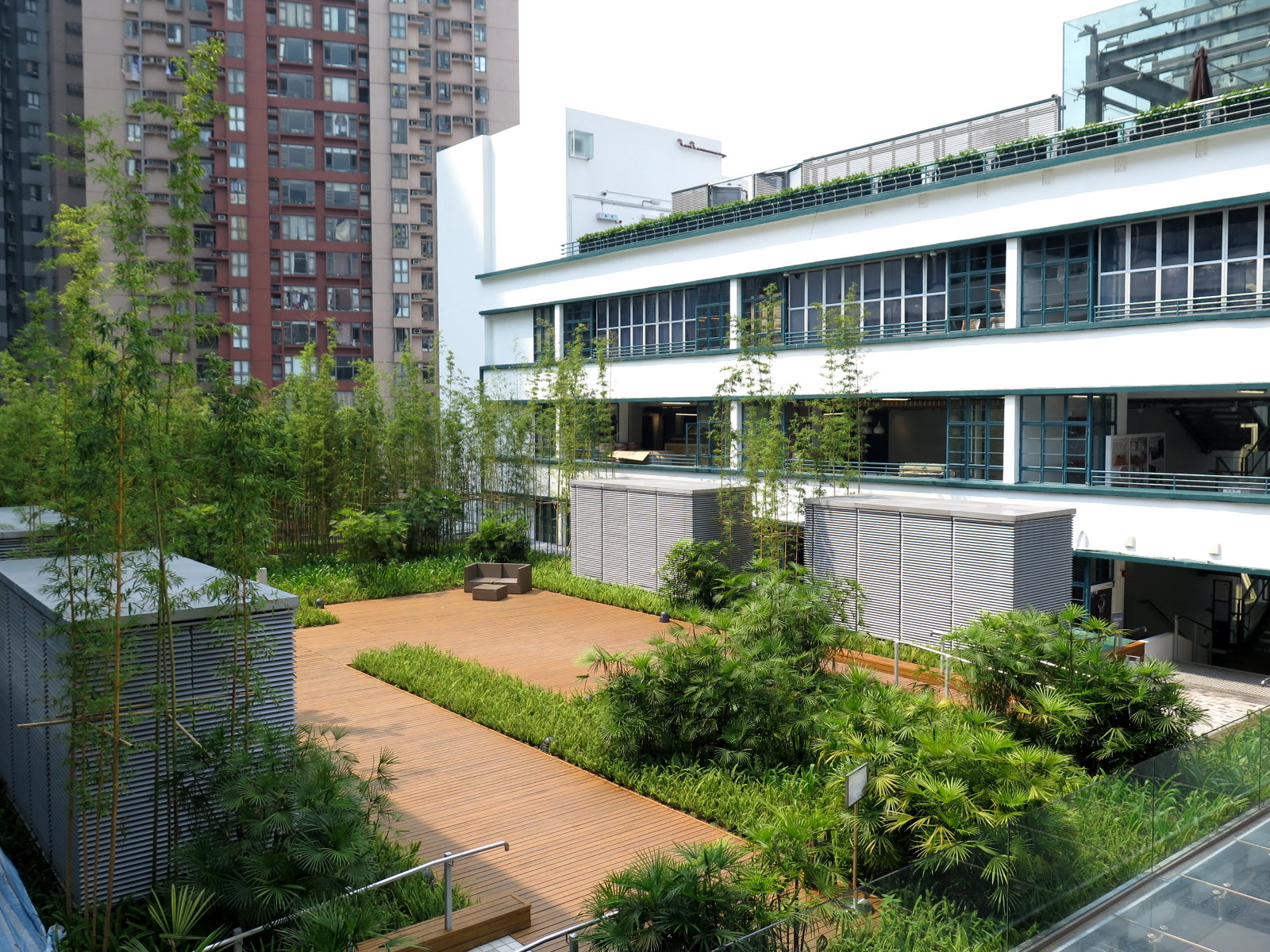
4樓平台則設空中花園作為通道連接

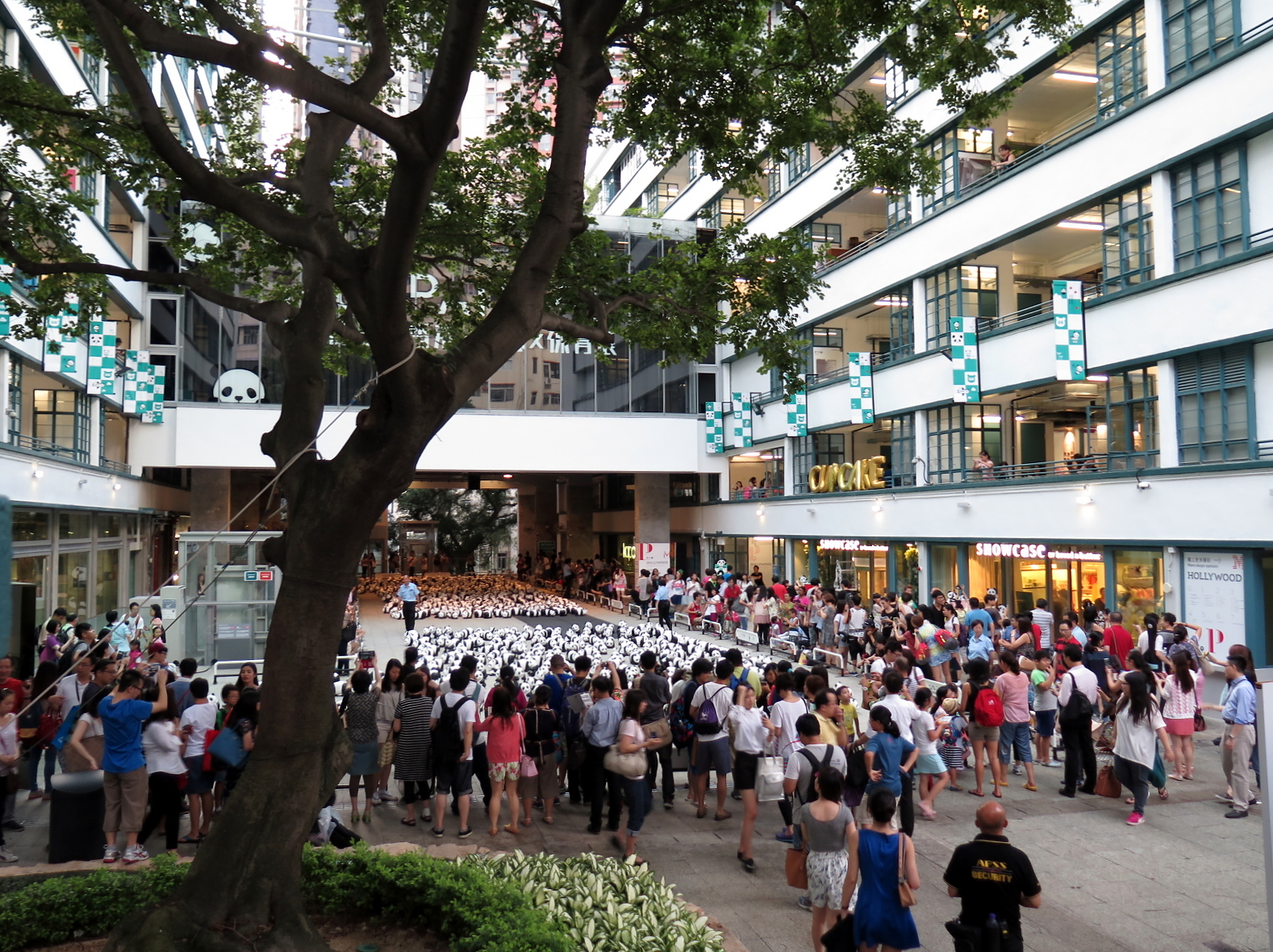
Aberdeen Courtyard 廣場

PMQ元創方保留了荷李活道警察宿舍的兩座樓高7層的宿舍（A座及B座，分別以鄰近街名命名為Staunton及Hollywood）及少年警訊會所，另外在A座和B座間，2樓之中庭上興建一個600平方米的多用途會堂QUBE，4樓平台則設空中花園作為通道連接，並為PLATEAU。
而地下對出的廣場空間前身為操場和停車場。變身為佔地面積1,000平方米的 Aberdeen Courtyard 及 Marketplace 廣場，而連接兩座宿舍之間的天幕則採用特殊玻璃，可阻擋紫外光，方便市民在地面平台乘涼。
宿舍採用半開放式設計，原本的廚房設於單位外的走廊，現用作展示商戶的藝術品及貨品外，亦可作為閒座區，讓遊人隨意休息。而洗手間則設於各樓層左右兩端，另附設升降機方便上落。

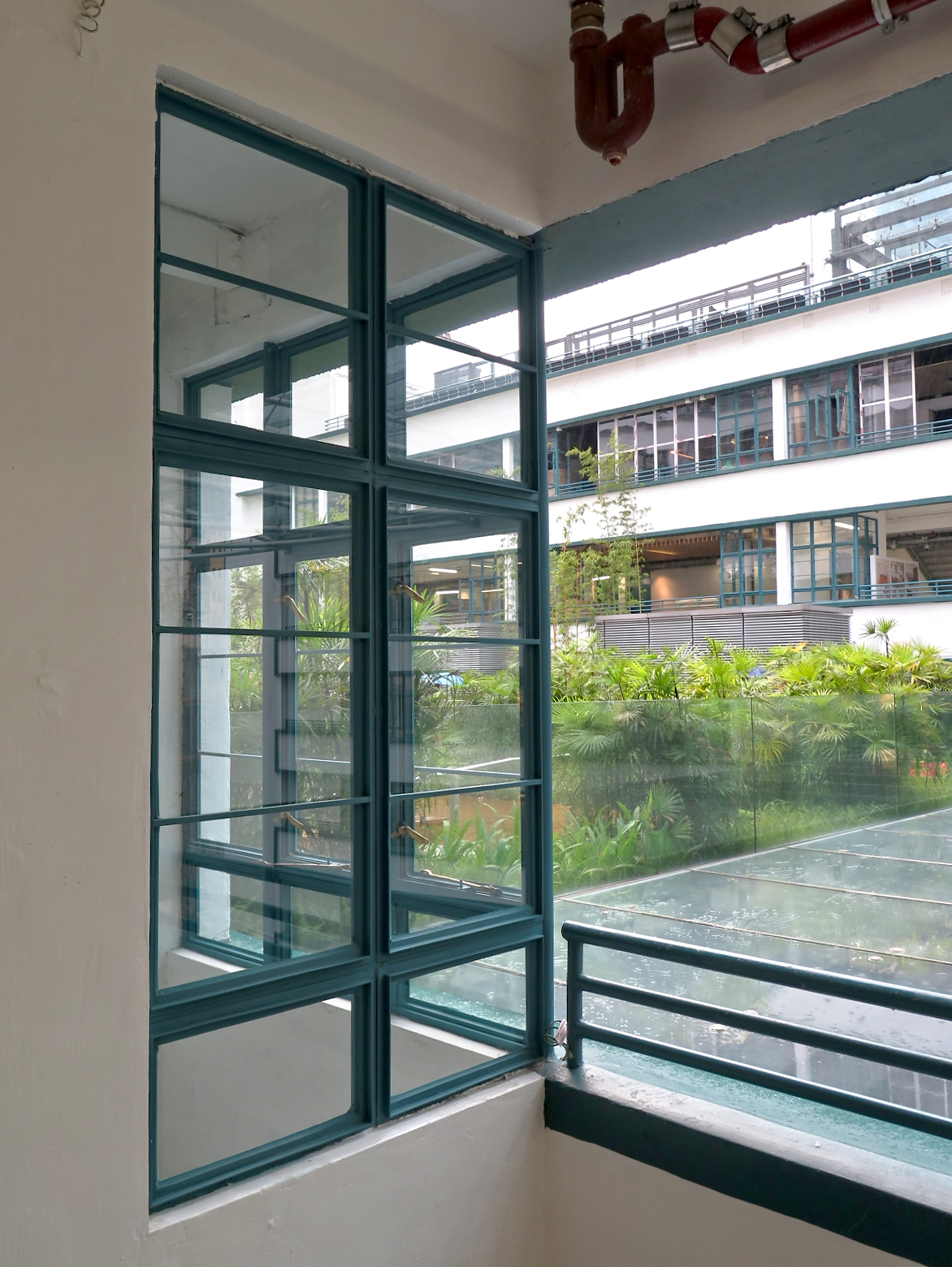
兩座宿舍建築內部的窗門材質特別採用舊時常用的鐵而不是鋁，營造出古舊的感覺。
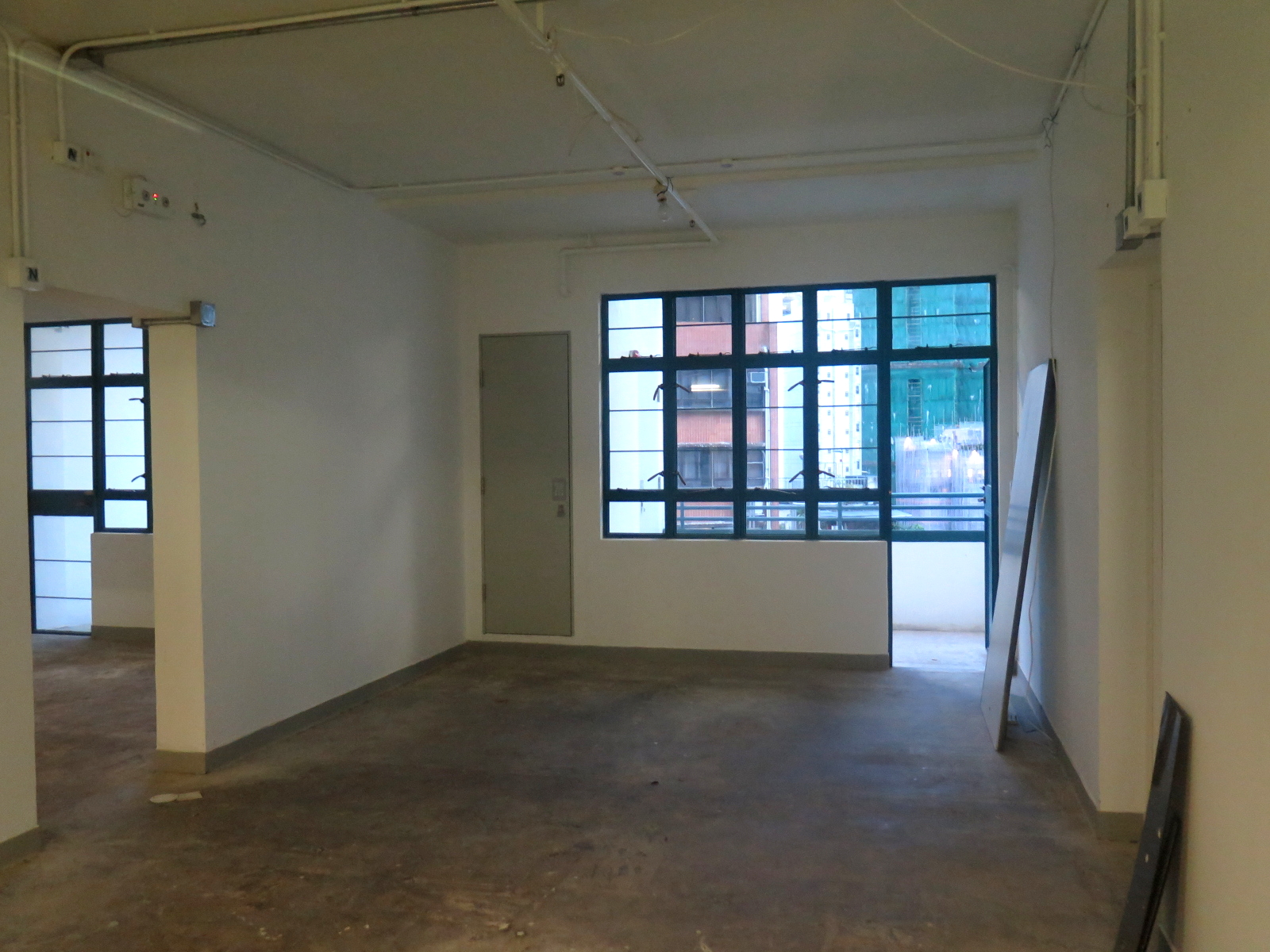
每座大樓宿舍外設有露台。
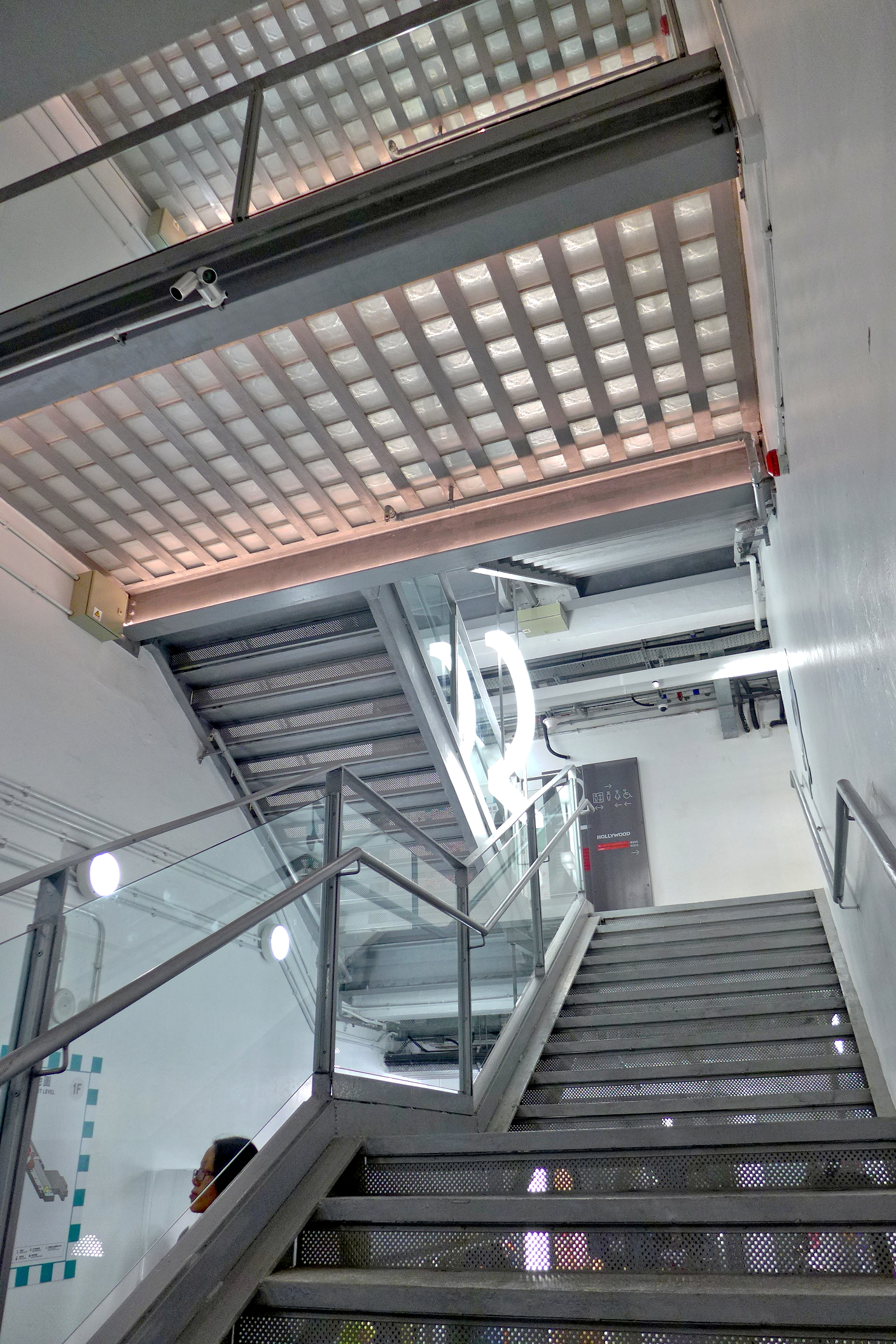
每座大樓新建了一條樓梯，以鋼架設計。
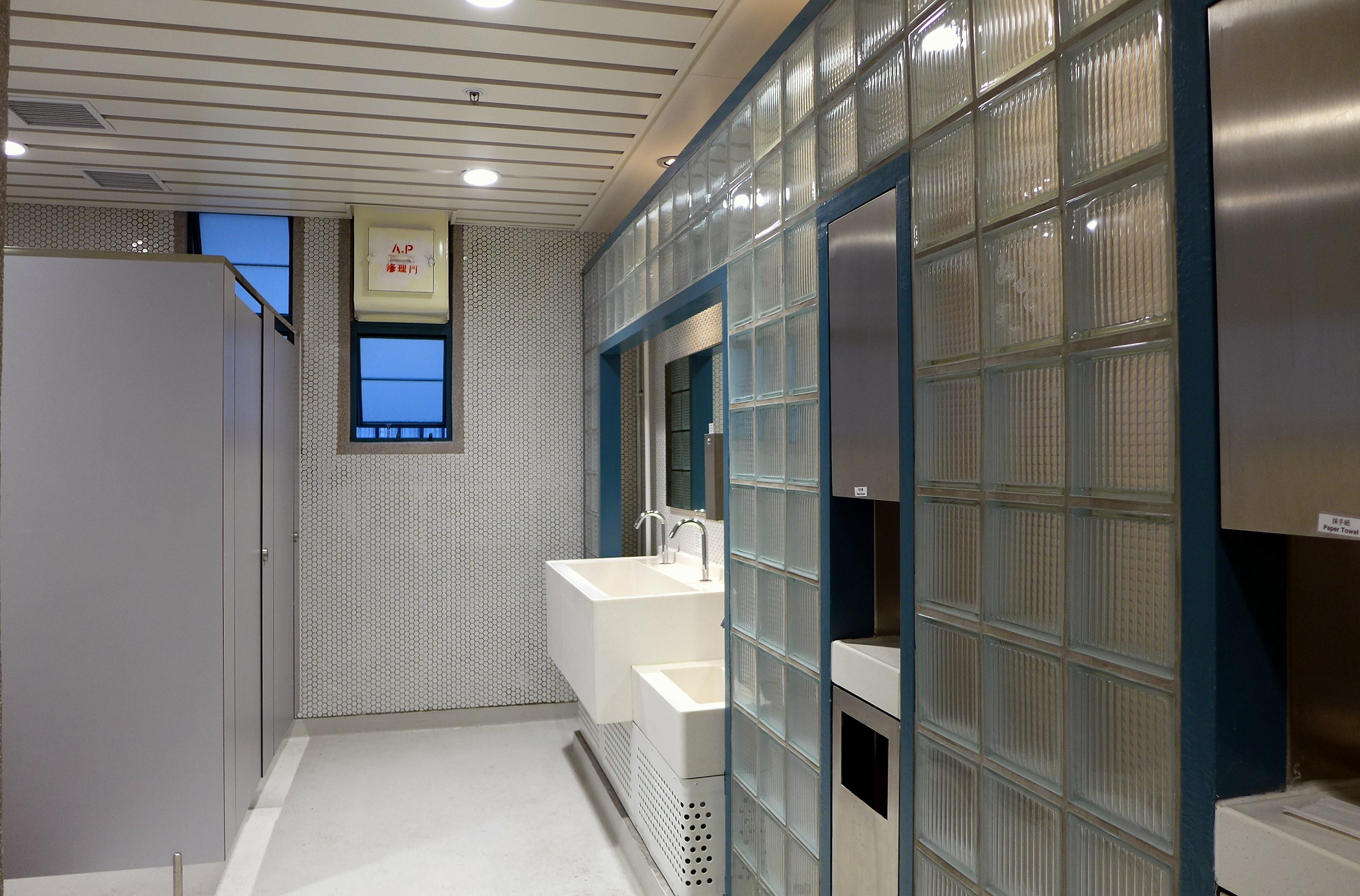
洗手間感覺整潔及配合工業風。

## 遺迹

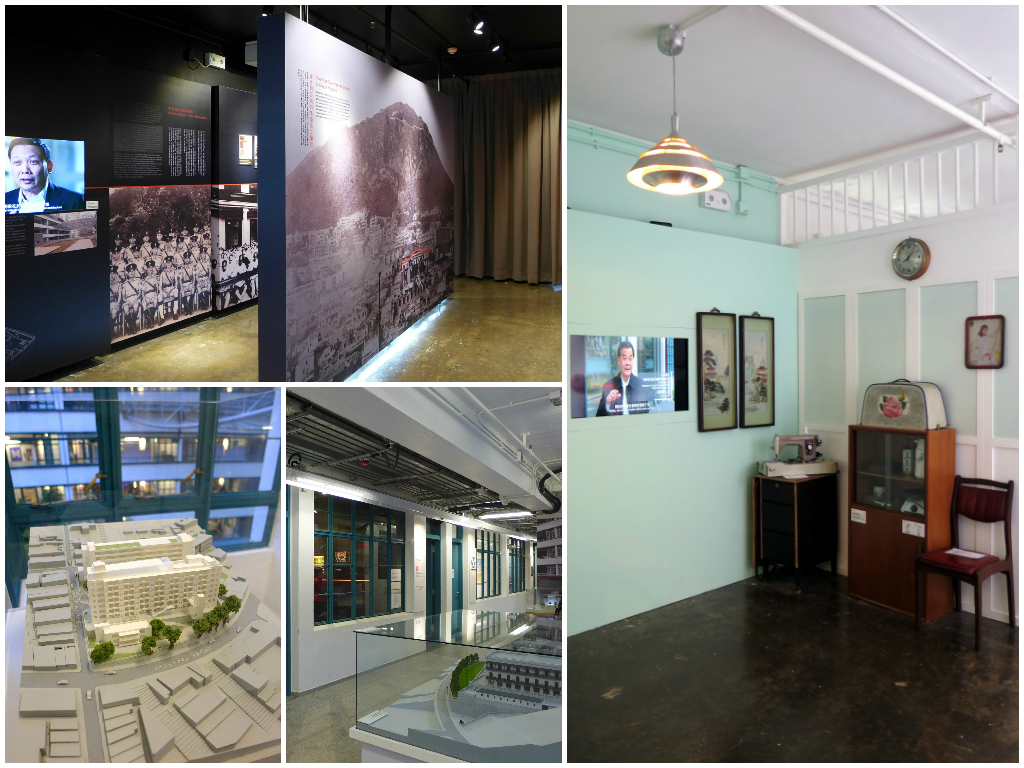
元創方於 Staunton 座5樓設置展覽區

作為三級歷史建築，元創方保留多個歷史遺迹，包括前荷李活道已婚警察宿舍正門、中央書院的石級與石牆、前中區少年警訊會所、中央書院入口石柱及柱座等。在中央廣場下開闢了地下展示廊Glimpse PMQ，展示前中央書院兩段最長的花崗岩地基，及6件從遺迹中發掘出來的鋪地瓷磚及建築構件。
元創方於Staunton座5樓H503室設置展覽區播放短片，為香港行政長官梁振英兒時曾經居坐的宿舍。展覽區對出的通道展出由皇仁舊生會永遠名譽會長何鴻燊贊助的1:75舊校舍大型模型，皇仁舊生會代表稱未來希望能公開展出更多皇仁舊照與文物。

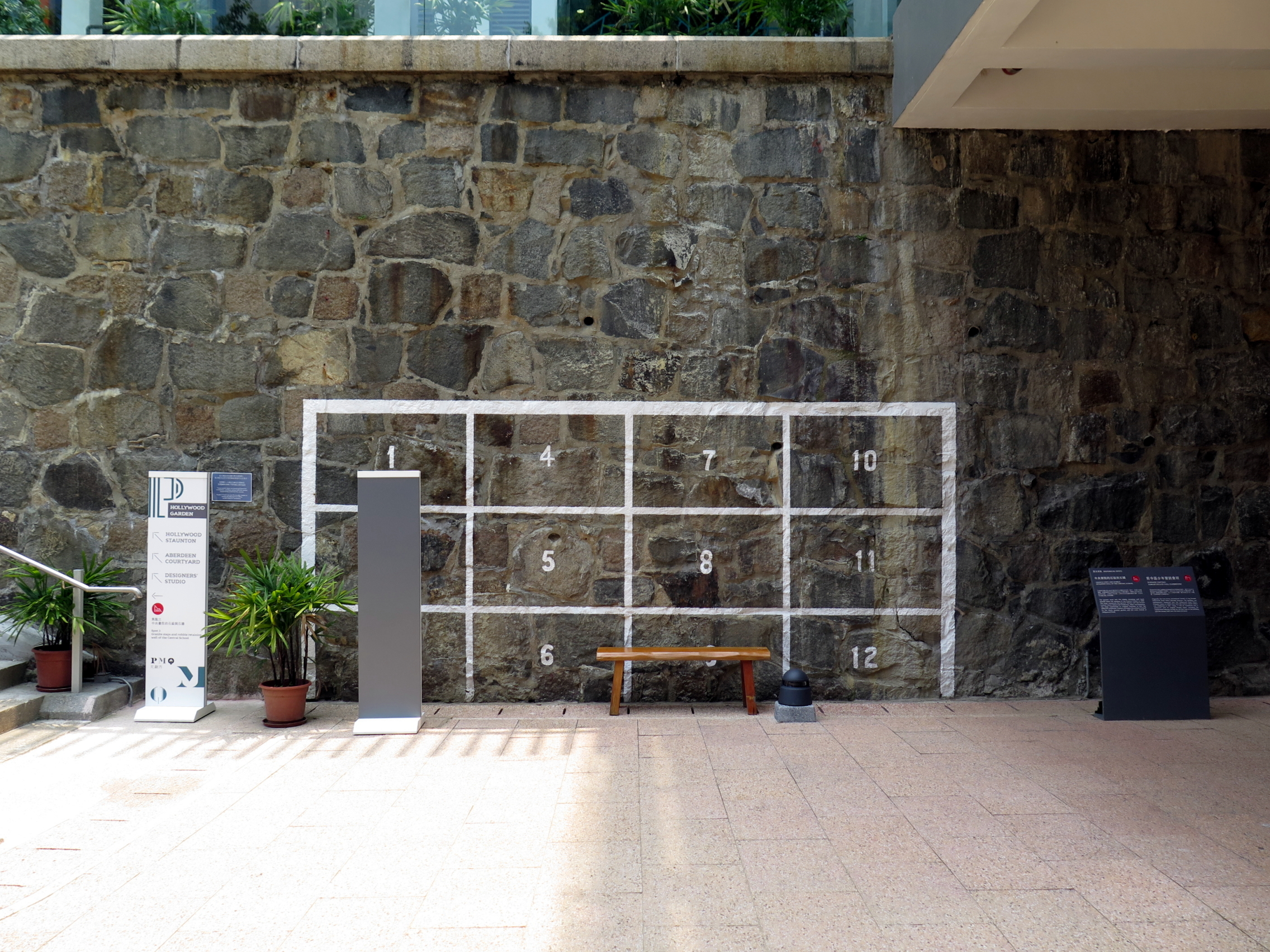
中央書院石牆
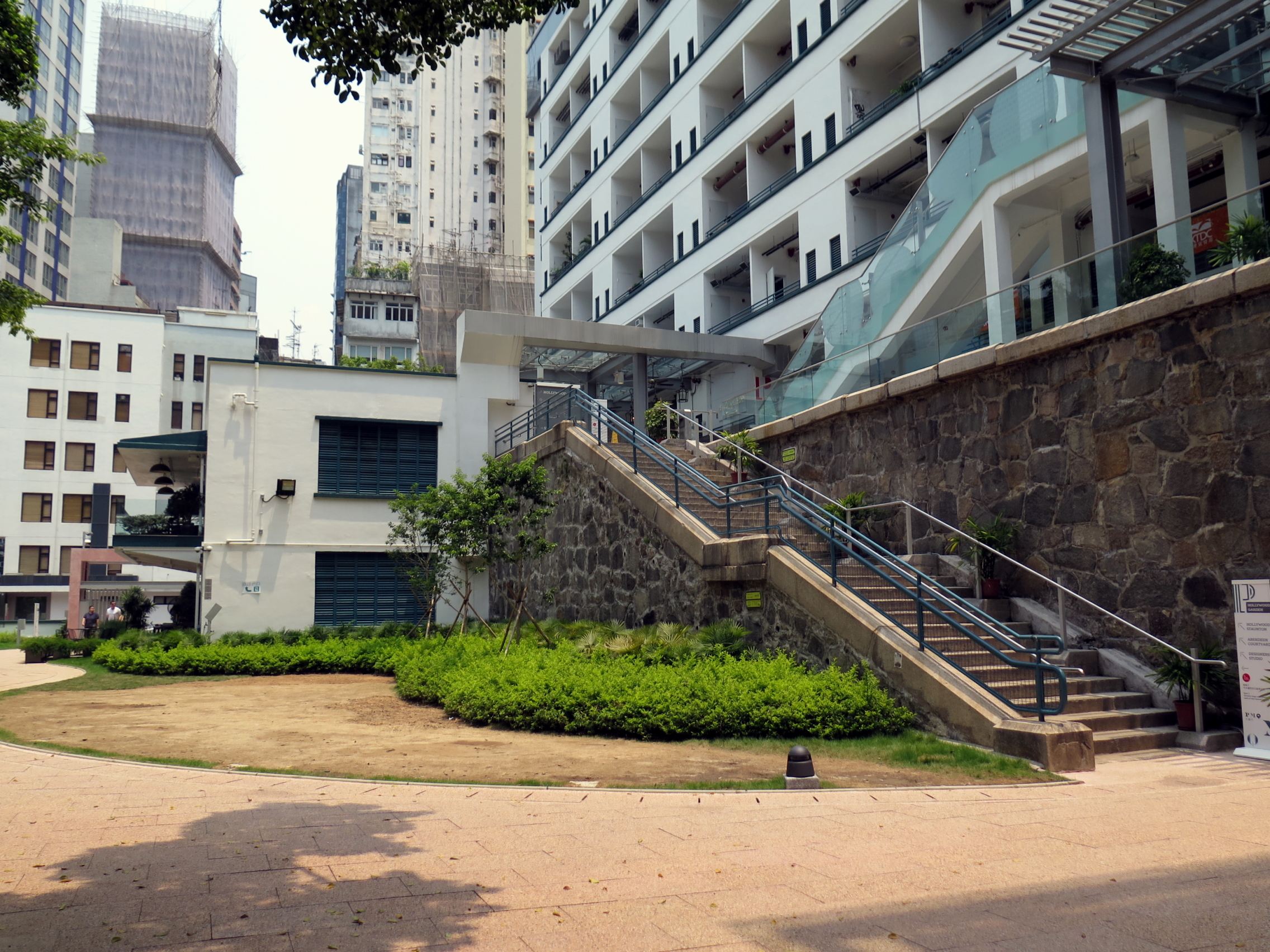
中央書院石級
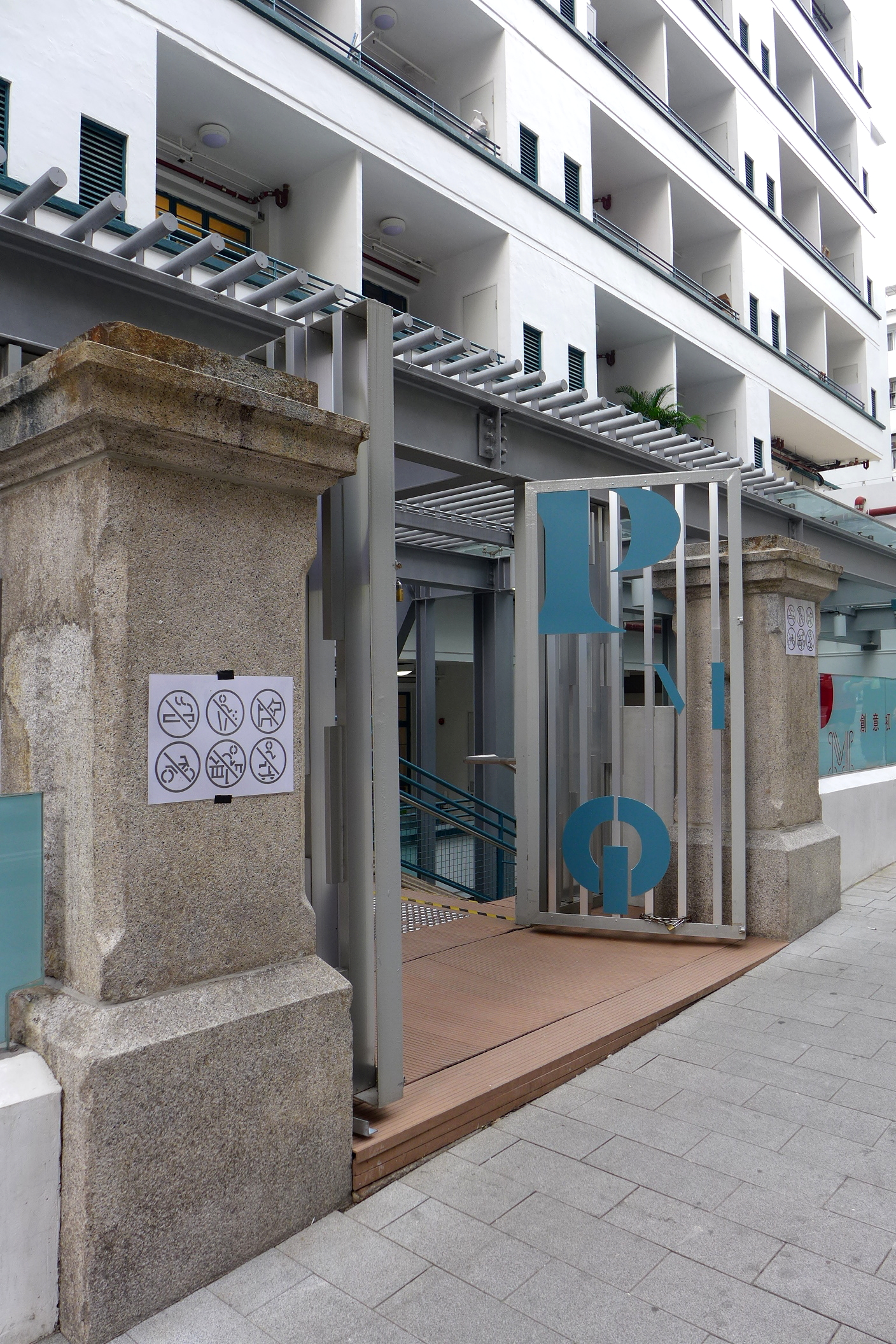
中央書院入口石柱
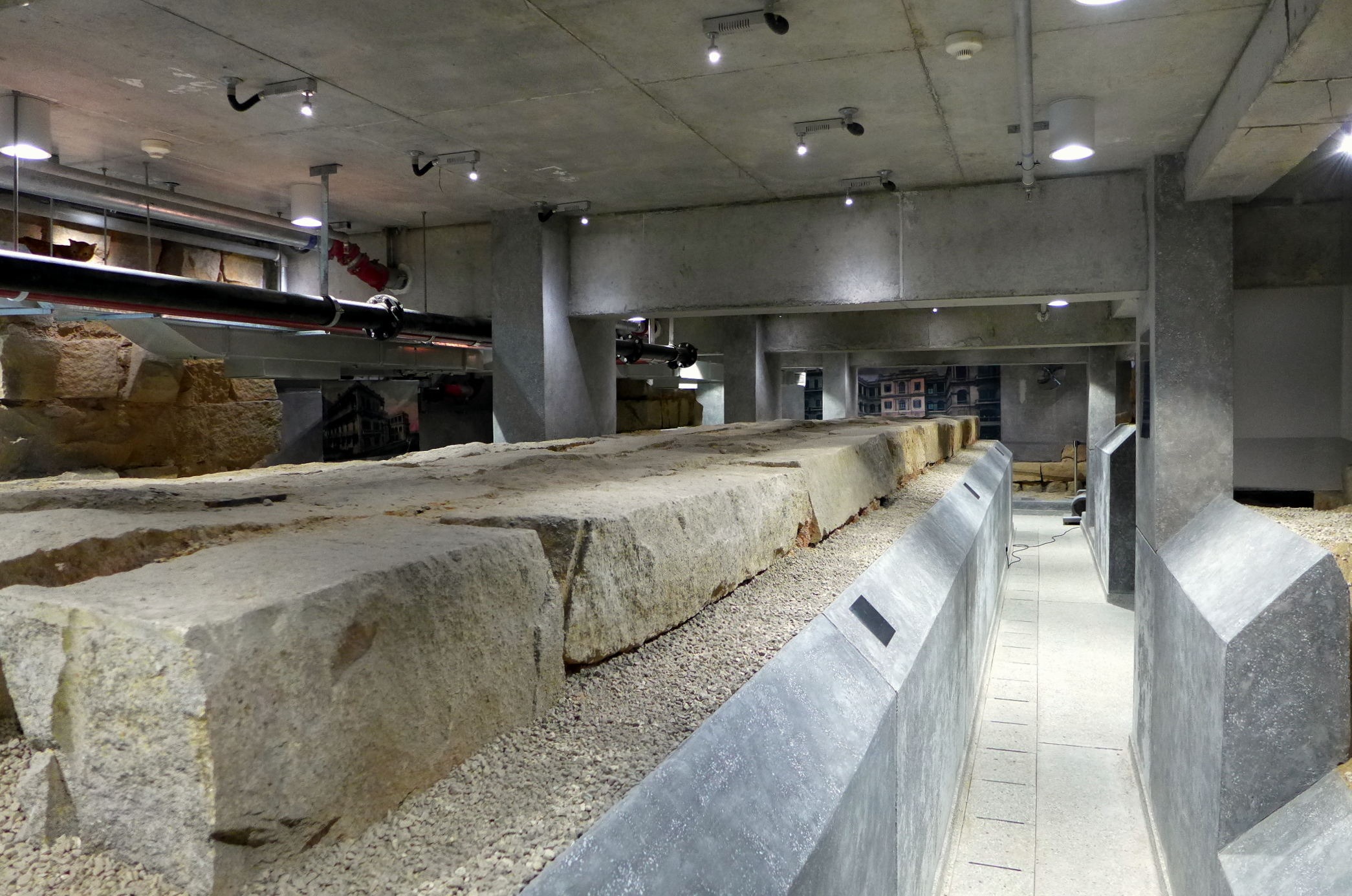
地下展示廊Glimpse PMQ展示前中央書院兩段最長的花崗岩地基

## 租戶

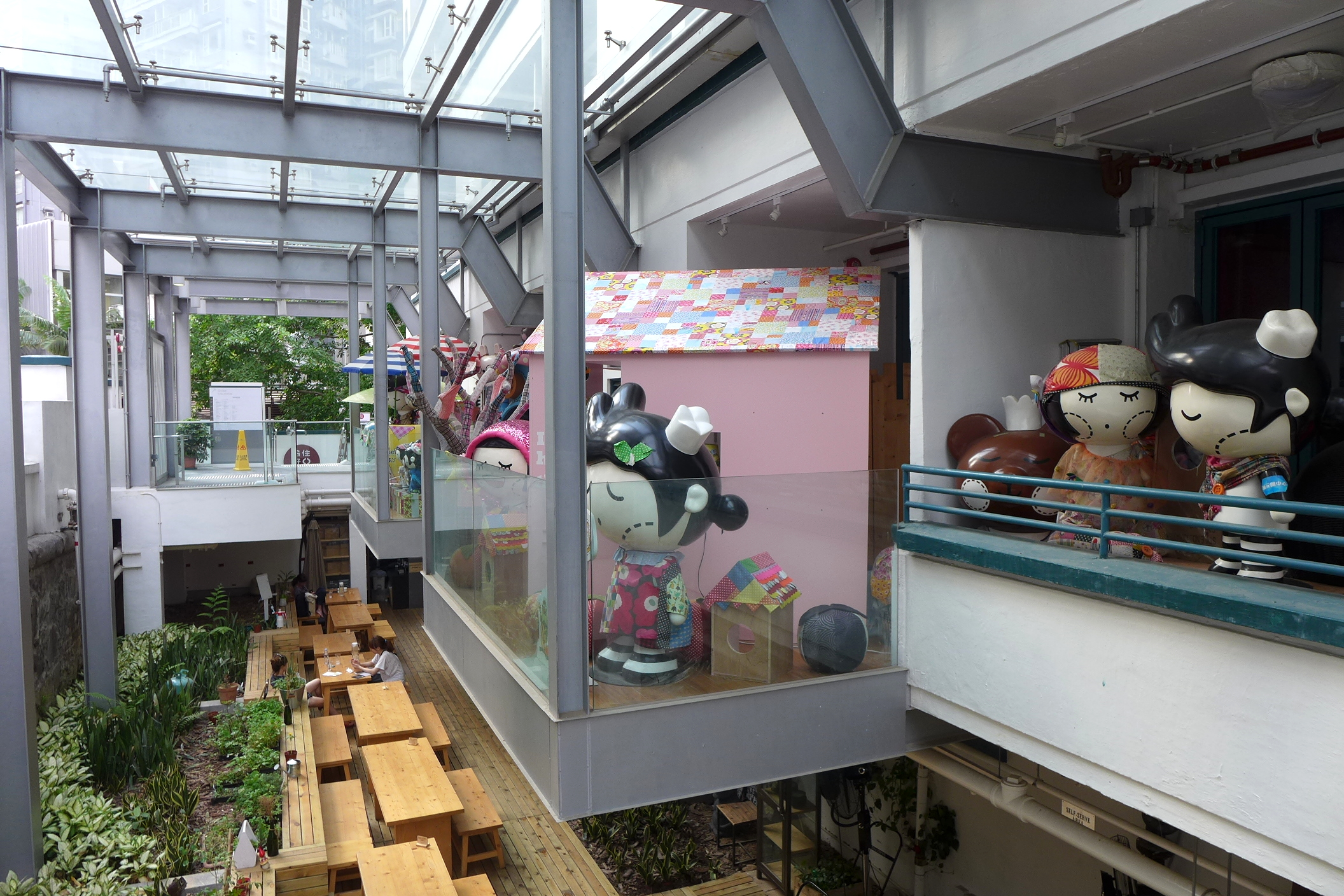
元創方地下餐廳與1樓的 Chocolate Rain

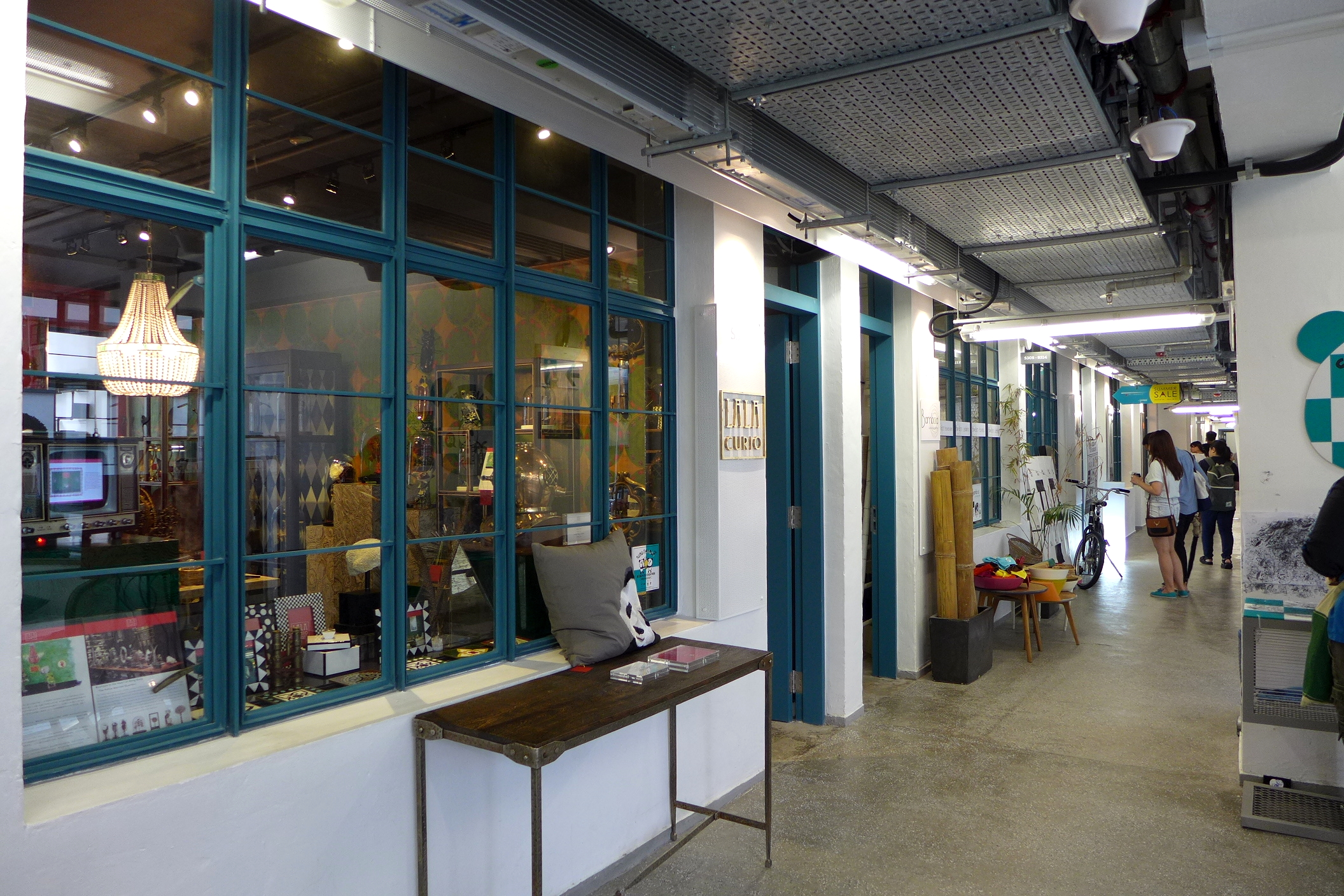
元創方3樓商舖

元創方最多可容納約130個租戶，供本地設計師租用的工作室和商舖，撇除短期租出予推廣之用的「Pop-upStore」，現有102個單位和餐飲店。現時2樓或以上面積約40平方米的標準單位月租1.8萬元，根據差餉物業估價署公布2012年中上環乙級寫字樓月租訂定，本地新進設計師會獲兩至五成租金優惠，並有管理費和水電費等補貼。
元創方租戶必須通過遴選委員會審批，準則包括申請人的業務計劃、營運經驗、產品創意及對PMQ的貢獻。租約為期2年，約滿後承租的設計師或機構須重新申請及審批。同時，租金優惠只給予本地或新晉設計師，已成名或海外設計師須支付市值租金。
因此租戶大多為本港新晉創作企業家為主，提供中、高價檔次的創意禮品、自家設計時裝、生活家品，以及產品、平面、品牌及包裝等一系列設計服務，且設有咖啡店及餐館。主要租戶包括本地時裝品牌住好D；傢俬店「the HK room寄寓」、ABC Cooking Studio、香港首家主打天然廚餘染色及植物藍染的「Dyelicious 染樂工房」，台灣優雅廚具的Haus Collection、專賣竹製環保碗具的Bamboa Home、以至5樓佔地2000呎，由歐陽應霽策劃，是香港首個以食譜為主的藏書中心，收藏了近三千本歐陽應霽多年珍藏的中外飲食文化和設計書籍的「味道圖書館」等，於2015年1月21日正式開放。
主要餐館包括來自台灣的「Garden Meow」、麵包達人KC的天然酵母麵包店 Levain Bakery、老香港情調的酒吧餐廳「大龍鳳」及的西班牙菜館 Vasco 等。
唯部分商戶指除周五至周日受惠於舉行夜市較旺場，平日人流少，生意欠佳，希望管理公司提供更多支援。
到2015年，PMQ宣布將把Staunton大樓的7樓打造成共用工作空間（Co-working），提供達65個工作空間，其中25個由6月3日起可申請租用，每個工作間月租約3000元。PMQ同時增設視聽室及攝影工作室予租戶使用，加強對他們的支援。此外，PMQ亦增設6間分別由Muji及英國設計公司Conran & Partners設計的酒店式客房，供海外前來交流的設計師租用，每晚租金1000元。
唯有不少租戶「大吐苦水」，不滿元創方管理有限公司缺乏支援，加上宣傳不足，導致經營環境困難，部分人擬於約滿後不再續租，其中本地品牌Chocolate Rain經已在2015年年中結業。中大市場學系教授冼日明認為，活化歷史建築必須保留其傳統文化，店舖亦要配合傳統特色，否則只會淪為小型商場。另一方面，營辦商在確立市場定位時需格外小心。

## 活動

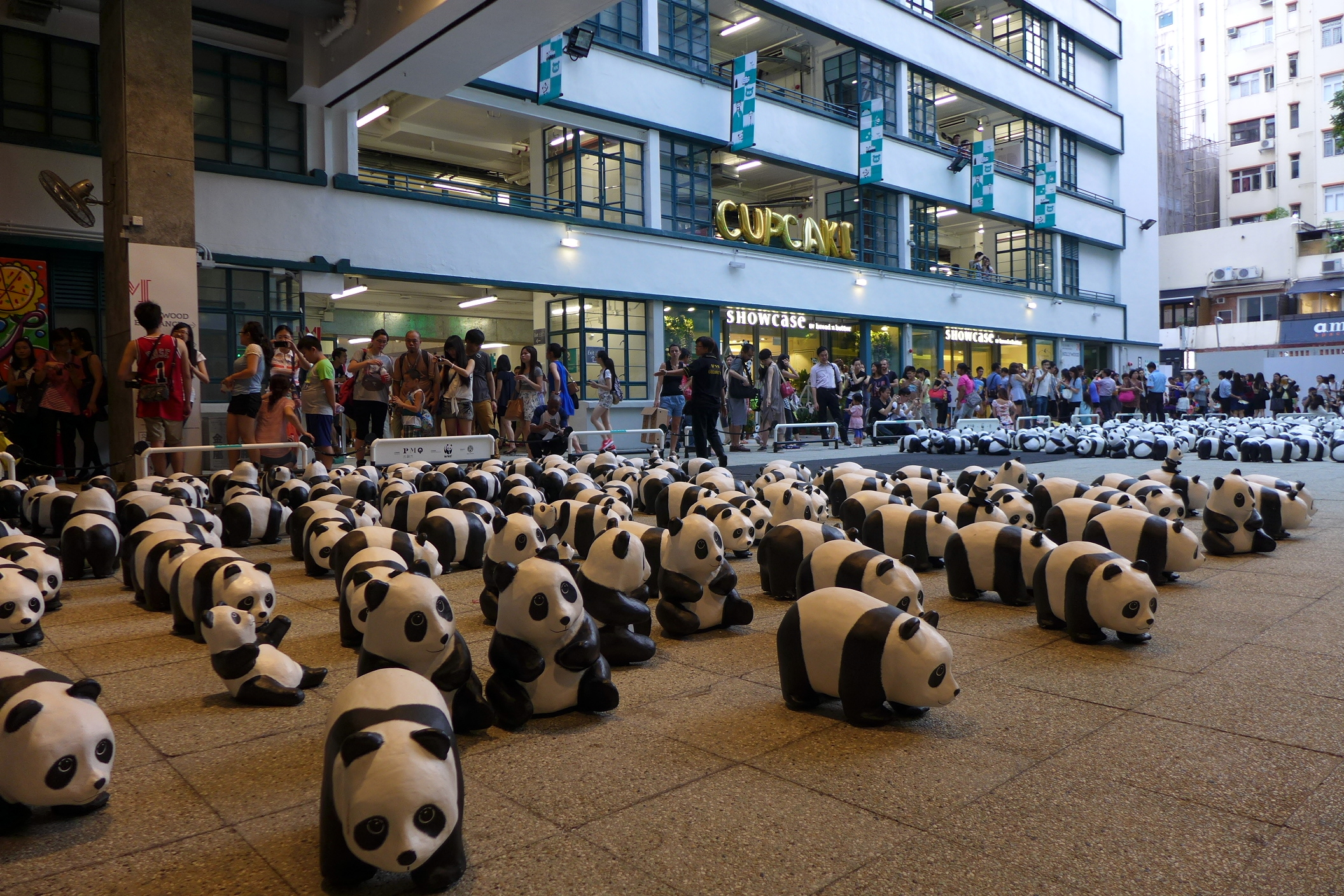
1600熊貓遊香港 • 創意X保育展為元創方首個大型展覽

元創方內設有不同的單位可供舉辦展覽。另外，元創坊亦不時舉辦活動以吸引遊客。
- 2014年4月14日至5月15日，憑"WE ARE PMQ"卡，在元創坊內蓋滿五個不同印章，可換取襟章一個。在任何 PMQ 元創方的創意工作室或商店購物，出示單據，加$20**，可換購 PMQ 環保購物袋一個。憑 2013 年 PMQ 年曆卡，可免費換取 PMQ 環保購物袋一個。
- 2014年6月25日至7月17日，與世界自然基金會香港分會、AllRightsReserved Ltd及置地公司合作舉行1600熊貓遊香港• 創意X保育展，展出1600隻紙熊貓[9]。
- 2014年4月25日至27日、5月2日至4日、5月30日至6月1日、6月13日至15日，在中央廣場舉行元創方中環夜市，及後由於反應熱烈，加開7月25日至27日、8月1日至2日; 8月8日至9日、10月17日至18日及12月12日至13日場次[10]。

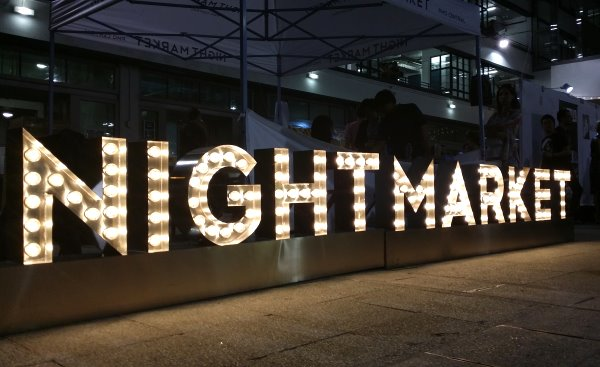
PMQ Night Market

- 2015年6月5-6日，再度舉行元創方中環夜市。
- 2015年7月31日至8月2日，與冲繩縣和冲繩縣觀光會議局合作舉行「緣日夏祭」，將沖繩的玩樂飲食文化帶來香港。現場提供浴衣租借服務，讓大家仿如置身沖繩[11]。
- 2018年3月舉辦首屆咖啡市集，邀請了接近20間咖啡店到元創方，除了可以近距離觀看來自世界各地不同的咖啡沖製過程之外，亦可以嘗試咖啡粉囊、由咖啡調製的雞尾酒等等，各款咖啡的新產品[12]。
- 2020年2月8日，三聯文化基金特別邀請上海的中國妝束小組專程來港，舉行「漢服秀」展示春秋戰國至清初的衣飾，乃全球首次最大型的漢服展。

## 批評
元創方開業初期在多個周末舉辦的「元創方中環夜市」，被附近居民投訴其音響和人流造成噪音滋擾，且因活動有酒精飲品出售，擔心上址變成中環蘭桂坊及蘇豪區，令他們日後飽受醉酒鬧事者滋擾。事件亦令人關注，經活化後的古蹟，最終仍只是供遊人吃喝玩樂的場所，淪為另一個商業項目。
元創方發言人回應，提供場地舉行夜市，是希望讓公眾認識此新地標，及為區內零售活動注入新動力。在過去兩次活動，他們已採取一系列監控措施，包括每半小時測試場內聲音分貝值，盡可能保持70分貝以下，若超逾規限，會即時勸喻主辦單位調低聲浪。
PMQ元創方賬目亦連年虧蝕，2015/16年度財務報表出現因欠租引致的699萬元壞賬，並列作「應收賬資產減值」；到2016/17年度壞賬撇賬金額更高達1,056萬元，佔該年度營運開支約六分之一。

## 鄰近
- 必列者士街
- 中環蘇豪區
- 必列啫士街街市
- 大館
- 士丹頓街
- 城皇街
- 聚賢居
- 荷李活華庭

## 交通
26號及H1巴士線途經荷李活道。8號小巴線途經鴨巴甸街。另外，亦可沿中環至半山自動扶手電梯系統到士丹頓街後沿士丹頓街步行前往。

## 外部連結
- PMQ元創方官方網站 （页面存档备份，存于）
- 元創方的Facebook專頁 （页面存档备份，存于）

22°17′00″N 114°09′07″E / 22.283354°N 114.151862°E